# Hans Graul
Hans Graul (* 4. Juli 1909 in Wien; † 2. Mai 1997) war ein deutscher Geograph und Geologe (Geomorphologie, Quartärgeologie). Er war Professor für Geographie an der Universität Heidelberg.

## Leben
Graul ging in Wien auf das Humanistische Gymnasium. Von 1922 an war er im Österreichischen Wandervogel aktiv, von 1927 an in der bündischen Deutschen Freischar, deren Jungenschaftsführer er 1928 für Wien und 1929 für ganz Österreich wurde. Unterdessen studierte Graul an der Universität Wien Geschichte, Geographie und Geologie mit der Promotion bei Fritz Machatschek 1934. Weitere akademische Lehrer waren Hugo Hassinger, Franz Eduard Suess und  Arthur Winkler-Hermaden. 
In München wurde Graul Mitglied der jugendbewegt-reformierten Verbindung Greif, deren Wiener Abteilung er sich 1928 anschloss. 1932 bis 1934 agierte er als Wiener Gildenmeister. 1928/29 war er in der Wehrorganisation Bund Oberland engagiert. Zeitweise stand Graul in enger Verbindung zu dem nonkonformistischen bündischen Führer Eberhard Koebel, mit dem er 1931 die Polarinsel Nowaja Semlja besuchte. Wohl im Herbst 1932 wurde Graul Mitglied im Nationalsozialistischen Deutschen Studentenbund, am 1. Juni 1933 Mitglied der Sturmabteilung (SA) und am 1. Mai 1934 der Nationalsozialistischen Deutschen Arbeiterpartei im Stadtverband Wien. Von 1934 bis 1938 ordnete die SA ihn zur Hitlerjugend ab, wo er zunächst als Stammführer im Jungvolk, 1936 als Jungvolkführer für Wien und 1935/36 als hauptamtlicher Jungvolkführer für ganz Österreich agierte.
1936 folgte er Machatschek nach München, wo er seinen Lebensunterhalt zunächst durch ein Stipendium, dann durch eine Stelle als wissenschaftliche Hilfskraft bestritt. Er setzte dort seine geomorphologischen Arbeiten fort. 1939 kehrte er als wissenschaftliche Mitarbeiter beim Reichsstatthalter der Ostmark in das ehemalige Österreich zurück. Kurz darauf erhielt er eine Abordnung zum Amt für Raumordnung im besetzten polnischen Distrikt Krakau. 1940 wurde Graul dort stellvertretender Sektionsleiter (Sektion Landeskunde) am Institut für Deutsche Ostarbeit und zugleich Beauftragter für Raumforschung im Generalgouvernement. 1942 habilitierte er sich in München und trat im gleichen Jahr in den Kriegsdienst ein. 1944 wurde er zum militärischen Geheimdienst Forschungsstaffel z. b. V. abkommandiert, wo er in der Gruppe West tätig war.
In den Nachkriegsjahren arbeitete Graul einige Jahre als Landwirt (auf dem Hof seiner Frau) und Gastwirt, dann als Privatdozent in Tübingen (ab 1951), Stuttgart und Heidelberg (ab 1957). 1961 wurde er außerordentlicher, ein Jahr später ordentlicher Professor für Physische Geographie in Heidelberg, was er bis zur Emeritierung 1974 blieb.
Seit seiner Dissertation über Erosion und Aufschüttung am unteren Inn und im Hunsrück befasste er sich mit Geologie (Stratigraphie u. a.) und Geomorphologie des Quartär besonders im nördlichen Alpenvorland. Er war im Vorstand der Deutschen Quartärvereinigung und erhielt 1974 deren Albrecht-Penck-Medaille. 1975 wurde er in die Österreichische Akademie der Wissenschaften aufgenommen.

## Schriften
- Schotteranalytische Untersuchungen im oberdeutschen Tertiärhügelland, Abh. Bayerische Akademie der Wiss., N.F., 46, 1939 (mit Beitrag von Hans Wieseneder)
- mit Gisela Hildebrandt: Beiträge zur Siedlungsgeographie des Generalgouvernements, Institut für Deutsche Ostarbeit Krakau, Sektion Landeskunde 1943
- Zur Morphologie der Ingolstädter Ausräumungslandschaft : die Entwicklung des unteren Lechlaufes und des Donaumoorbeckens, Leipzig, Hirzel 1943
- Geographische Landesaufnahme: Die naturräumlichen Einheiten auf Blatt 179 Ulm. Bundesanstalt für Landeskunde, Bad Godesberg 1952. → Online-Karte (PDF; 4,3 MB)
- mit Ingo Schaefer: Zur Gliederung der Würmeiszeit im Illergebiet, Geologica Bavarica, 18, 1953
- Geographische Landesaufnahme: Die naturräumlichen Einheiten auf Blatt 180 Augsburg. Bundesanstalt für Landeskunde, Bad Godesberg 1962. → Online-Karte (PDF; 4,3 MB)
- mit Machatschek, Carl Rathjens: Geomorphologie, Teubner, 10. Auflage 1973 (Bearbeitung der Neuauflage von Machatscheks Geomorphologie)
- Geomorphologische Studien zum Jungquartär des nördlichen Alpenvorlandes, Heidelberger Geomorphologische Arbeiten, Heidelberg, München: Keyser 1962